# Sciurus meridionalis
Sciurus meridionalis – gatunek gryzonia z rodziny wiewiórkowatych (Sciuridae), występujący na Półwyspie Apenińskim.
Wiewiórka ta jest endemitem lasów w Kalabrii i Basilicacie, na południowym krańcu Półwyspu Apenińskiego. To typowe zwierzę nadrzewne, znacznie większe od spokrewnionej z nią wiewiórki pospolitej. Długo uważano Sciurus meridionalis za podgatunek wiewiórki pospolitej. W 2017 genetycy wykazali, iż jest odrębnym gatunkiem. Sciurus meridionalis ma też ciemniejszą niż u wiewiórki pospolitej sierść na grzbiecie. Zwierzę opisane pierwszy raz w 1907 przez włoskiego naturalistę Armando Maria Lucifero di Aprigliano.